# Franco Drago
Francesco Drago, detto Franco (Genova, 29 settembre 1940), è un ex nuotatore italiano.

## Palmarès
La sua carriera inizia nel 1967 quando vince la traversata della Senna a Parigi (6500 metri) risultando 1º classificato. Dopo poco, arriverà anche terzo nella Boucle de la Marne (10200 metri).
Altri successi arrivano nei campionati mondiali di nuoto pinnato gran fondo per la Coppa De Courlieu 1968; dove Drago viene classificato 1º a squadre e 4º individuale assoluto dopo cinque gare disputate in Francia, Belgio, Italia e Germania.
Nel 1969 invece, risulta 1º classificato assoluto e record italiano per velocità subacquea in apnea a 40 metri, 1º classificato a Bologna nei 100 metri, 1º classificato e record italiano 800 metri.